# Фёдор Хиросигэ
Фёдор Хиросигэ (род. 2 февраля 1982) — трансдисциплинарный художник, работающий с различными медиа: объектом, инсталляцией, видео, пирографией, фотографией, текстом, текстилем, перформансом. Практика Хиросигэ посвящена исследованию образов современной японской массовой культуры, русского фольклора и восточных духовных практик (тибетских, китайских, японских). Парадоксальный синтез разных культур и времен позволяет автору создавать собственные постапокалиптические миры, где традиционные дихотомии теряют свою власть, оказываясь искусственными конструктами. Работая с личной мифологией, Хиросигэ совершает перформативные интервенции в повседневность в образе человека-гриба, тем самым исследуя границы человеческого и нечеловеческого, реального и сюрреального. Художник интегрирует в свою работу элементы психоаналитической теории, постгуманизма и новых онтологий.
Участник множества групповых и ряда персональных выставок в России, США, Финляндии и Швеции. Участник параллельной программы фестиваля современного искусства Manifesta X (2014). Номинант премии в области современного искусства им. Курехина (2018, 2020, 2021). Номинант премии им. Зверева (2021). Лауреат премии «ТОП 50. Самые знаменитые люди Петербурга» в номинации «Искусство» (2024).
Работы художника находятся в коллекциях Main Street Art Museum (США, MoMa Library (США), Музее AZ (Москва), Музея современного искусства ART4 (Москва), Фонда современного искусства Ruarts (Москва), Фонда развития и поддержки искусства «Айрис» (Москва), Центра современного искусства им. Сергея Курёхина (Санкт-Петербург), Музея сновидений Зигмунда Фрейда (Санкт-Петербург), Библиотеки книжной графики (Санкт-Петербург), Нового музея(Санкт-Петербург), Фонда поддержки и развития современного искусства Limonov Art Foundation (Санкт-Петербург).
Живёт и работает в Санкт-Петербурге.

## Образование[2]
Саратовский Государственный Университет им. Н. Г. Чернышевского

## Персональные выставки[2]
2024 — Лес тысячи духов, Государственный музей истории религии, Санкт‑Петербург, Россия
2023 — Лисий огонь, Галерея Anna Nova, Санкт‑Петербург, Россия
2023 — Лекторий Фёдора Хиросигэ, Новая Голландия, Санкт‑Петербург, Россия
2023 — Приключения Семиглазки, Музей сновидений Зигмунда Фрейда, Санкт‑Петербург, Россия
2022 — Записки о поисках духов, Новый музей, Санкт‑Петербург, Россия
2021 — Сон в красном тереме, VLADEY Space, Москва, Россия
2020 — Станция «Трансгрессия», Kz Gallery, Санкт‑Петербург, Россия
2019 — Мыслящий куб, Галерея FFTN, Санкт‑Петербург, Россия
2018 — Годы учения ПСИ, Музей сновидений Зигмунда Фрейда, Санкт‑Петербург, Россия
2018 — Кора вокруг Кайласа, Галерея Parazit, Санкт‑Петербург, Россия

## Избранные групповые проекты[2]
2025 — Я не плохая – меня так нарисовали, Галерея Jessica, Санкт‑Петербург, Россия
2024 — Сотворение мифа, Фонд культуры «Екатерина», Москва, Россия
2024 — Грибница, Галерея Set Projects, Москва, Россия
2024 — Аня в стране чудес, Музей В. В. Набокова, Санкт‑Петербург, Россия
2024 — Открытое хранение, Галерея Anna Nova, Санкт‑Петербург, Россия
2023 — Не смотри на меня так, куратор, Галерея Anna Nova, Санкт‑Петербург, Россия
2023 — Опытная ячейка 13 16 45, Дом Наркомфина, Москва, Россия
2023 — Exploding cinema, The Cinema Museum, Лондон, Великобритания
2023 — Щупальца длиннее ночи, Российская государственная библиотека для молодёжи, Москва, Россия
2023 — To be a plant, Urban Fringe the Underground Studio, Нью‑Дели, Индия
2022 — Устойчивое присутствие, Контора пароходства, Тюмень, Россия
2022 — OVA, Галерея «Бомба», Москва, Россия
2022 — Грёзы о молоке, Центр Вознесенского, Москва, Россия
2021 — Жизнь скована, искусство свободно: выставка номинантов Премии Анатолия Зверева, Центр современного искусства «Винзавод», Москва, Россия
2021 — Sailor Studies, Коммунальная галерея Егорка, Санкт‑Петербург, Россия
2021 — Открытая грибная выставка, Invalid House Gallery, Санкт‑Петербург, Россия
2021 — Поколение тридцатилетних в современном русском искусстве, Государственный Русский музей, Санкт‑Петербург, Россия
2021 — «И досадно мне стало, что у меня не было и не будет времени заниматься искусством». Образы Ленина из коллекции Игоря Суханова, Музей современного искусства ART4, Москва, Россия
2020 — С каждым разом всё круглее. Родственнее. Разобщеннее, Платформа «Ближе», Россия
2020 — Swan Lake, Art Catch Online Gallery, Утрехт, Нидерланды
2019 — Горизонт‑19, Новый музей, Санкт‑Петербург, Россия
2019 — В январе было 10 часов солнца_[are‑are]?, квартира Симона Мраза в Доме на набережной, Москва, Россия
2019 — Вспоминая смерть, ДК Громов, Санкт‑Петербург, Россия
2018 — Розовая выставка, ДК Розы, Санкт‑Петербург, Россия
2018 — Школа активного рисования и перформативного позирования Север‑7, Галерея Ovcharenko, Москва, Россия
2018 — Lobsterrealism, Новый музей, Санкт‑Петербург, Россия
2018 — NO пастораль, Библиотека книжной графики, Санкт‑Петербург, Россия
2017 — Выхожу один я на highway, Центр современного искусства им. Сергея Курёхина, Санкт‑Петербург, Россия
2017 — Жалоб нет, Коммунальная галерея Егорка, Санкт‑Петербург, Россия
2016 — Удел человеческий, Галерея «Борей», Санкт‑Петербург, Россия
2016 — Наш Шишкин, Галерея Parazit, Санкт‑Петербург, Россия
2016 — Ж.К.Х., Галерея «ИХМО», Саратов, Россия
2015 — 10 новых плохих работ, Галерея «Борей», Санкт‑Петербург, Россия
2014 — Цемента I, Галерея «Борей», Санкт‑Петербург, Россия
2014 — Чёрная зависть, Галерея «Борей», Санкт‑Петербург, Россия
2014 — Коммунальное гетто, Грязная галерея, Санкт‑Петербург, Россия
2014 — Спасение Венеции, Галерея Марины Гисич, Санкт‑Петербург, Россия
2014 — Грибы взялись за руки, Галерея Navicula Artis, Санкт‑Петербург, Россия

## Ярмарки
2024 — COSMOSCOW, Москва, Россия
2022 — blazar, Москва, Россия
2021 — DA!MOSCOW Art Fair, Москва, Россия
2018 — SAM Fair, Музей стрит‑арта, Санкт‑Петербург, Россия
2017 — 7‑ая независимая ярмарка современного искусства, Санкт‑Петербург, Россия
2017 — Helsinki Art Fair, Хельсинки, Финляндия
2015 — Stockholm Independent Art Fair, Стокгольм, Швеция

## Избранные перформансы
2023 — Прогулка леди гриб, Новая Голландия, Санкт‑Петербург, Россия
2020 — I CAN FEEL THE DISTANCE, фестиваль «АРТ ПРОСПЕКТ», Санкт‑Петербург, Россия
2018 — Трансформаторная будка. Сеанс психоанализа с Фёдором Хиросигэ, Севкабель Порт, Санкт‑Петербург, Россия